# 26557 Aakritijain
26557 Aakritijain este un asteroid din centura principală de asteroizi.

## Descriere
26557 Aakritijain este un asteroid din centura principală de asteroizi. A fost descoperit pe 28 februarie 2000 la Socorro, New Mexico, în cadrul proiectului LINEAR. Asteroidul prezintă o orbită caracterizată de o semiaxă mare de 2,73 ua, o excentricitate de 0,11 și o înclinație de 3,9° în raport cu ecliptica.